# COROT-4b
COROT-4b (antes conocido como COROT-Exo-4b) es un planeta extrasolar que orbita la estrella COROT-4. Esta probablemente en órbita sincrónica con la rotación estelar. Fue descubierto por la misión francesa COROT en 2008.